# Peter Heller (Autor)
Peter Heller (* 13. Februar 1959 in New York City) ist ein US-amerikanischer Journalist und Schriftsteller.

## Leben
Peter Heller wuchs in New York auf und studierte am Dartmouth College in New Hampshire. Als Journalist arbeitete er für das National Public Radio (NPR), für das Outside Magazine, für Men’s Journal und für National Geographic Adventure. In Buchform publizierte er unter anderem eine Reportage über die Aktivitäten der radikalen Meeresschutzorganisation Sea Shepherd Conservation Society, die auch auf Deutsch veröffentlicht wurde. 2007 war er an der Herstellung des Films Die Bucht beteiligt, der das Abschlachten von Delphinen im japanischen Küstenort Taiji dokumentierte. Seit 2012 ist Heller als Romanautor hervorgetreten. Seine Romane The Dog Stars und The River wurden 2013 und 2019 in deutscher Übersetzung veröffentlicht. Heller lebt in Denver, Colorado.

## Werke
- Hell or High Water: Surviving Tibet's Tsangpo River, Rodale Books, 2004, ISBN 978-1-57954-872-8.
- The Whale Warriors: The Battle at the Bottom of the World to Save the Planet's Largest Mammals, Free Press, 2007, ISBN 978-1-5011-9376-7. Deutsche Ausgabe: Wir schreiten ein. Der Kampf des Paul Watson gegen die Walfangflotten der Welt, Hamburg, mare, 2008, ISBN 978-3-86648-083-4.
- Kook: What Surfing Taught Me About Love, Life, and Catching the Perfect Wave, The Free Press, 2010, ISBN 978-0-7432-9420-1.
- The Dog Stars, Knopf, 2012, ISBN 978-0-307-95994-2. Deutsche Ausgabe: Das Ende der Sterne wie Big Hig sie kannte, Köln, Eichborn, 2013, ISBN 978-3-8479-0519-6.
- The Painter, Knopf, 2014, ISBN 978-0-8041-7015-4.
- Celine: A novel, Knopf, 2017, ISBN 978-1-101-97348-6.
- The River: A novel, Knopf, 2019, ISBN 978-0-525-52187-7. Deutsche Ausgabe: Der Fluss, München, Verlag Nagel & Kimche, 2019, ISBN 978-3-312-01134-6.
- The Guide: A Novel, Knopf, 2021. Deutsche Ausgabe: Die Lodge, München, Verlag Nagel & Kimche, 2022, ISBN 978-3-7556-0008-4